# Homer Simpson
Homer Jay Simpson este personajul principal al serialului animat american The Simpsons și tatăl cunoscutei familii. Acesta reprezintă tipul bărbatului american, aflat la vârsta a II-a: gras, leneș și neîndemânatic. Vocea sa este redată de actorul Dan Castellaneta. 

## Istoric
A apărut pentru prima dată pe 19 aprilie 1987, în emisiunea americană Tracey Ullman, în mini-episodul „Good Night” (ro: „Noapte bună”). Personajul a fost creat de artistul Matt Groening, care a mai produs și serialul de animație Futurama.

## Despre personaj
Homer și soția sa, Marge, au trei copii: Bart, Lisa și Maggie. Fiind singurul din familie cu o slujbă, el lucrează la Centrala nucleară Springfield, deținută de Montgomery Burns. Părinții lui Homer sunt Mona și Abraham Simpson. Pe parcursul serialului, vârsta lui Homer se schimbă. La începutul episoadelor a a avut 36 de ani, 38 și 39 în sezonul opt, și 40 în sezonul 18. Înălțimea lui este de 183 cm.
La începutul primului sezon, Homer avea o voce serioasă, ce aducea cu Walter Matthau.
Cunoscuta sa interjecție, „D'oh!, de obicei folosită de Homer când se lovește, greșește sau se enervează, a fost introdusă în 1998 în Noul Dicționar Englez Oxford.
Homer a avut peste 188 de slujbe, pe care le-a schimbat în decursul a 400 de episoade. Șeful său, Montgomery Burns, tot timpul îi uită numele, uneori chiar uitând că acesta este angajatul său.
Homer este un alcoolic care mai degrabă bea decât să stea împreună cu copii săi, acasă. Se înțelege bine cu toți copii săi, dar se știe că el și Bart se ceartă tot timpul, ajungându-se chiar la strangularea copilului.
IQ-ul său este de 55, deoarece are un creion în creier, pe care l-a introdus pe nas când era mic, acesta împiedicându-i dezvoltarea creierului. Când într-un episod (HOMR, sezonul 12) i-a fost scos creionul din creier, IQ-ul său a sărit la 105, făcându-l aproape un geniu.
El îi are ca prieteni pe amicii lui Lenny, Carl, Barney și Moe. 
După cum se vede în episoade ca ”Mother Simpson” din sezonul 7, Homer a avut o copilărie tristă, mama lui părăsindu-l când era doar un copil, lăsându-l în grija lui Abraham. În filmul apărut în 2007, el recunoaște că tatăl lui nu l-a crescut prea bine și de la el i s-a tras trăsăturile negative.